# Жаклін Сталлоне
Жаклін Френсіс (Джекі) Сталлоне (англ. Jacqueline Frances "Jackie" Stallone; 29 листопада 1921, Вашингтон, США — 21 вересня 2020) — американська громадська діячка, танцюристка, астролог та акторка.

## Життєпис
Джекі Лейбофіш (англ. Labofish-Labovich) народилася в родині вашингтонського адвоката Джона Пола Лейбофіша (Лейбовіча) (1891—1956) та бретонки Жанни Вікторії Анни (Адрієнни) Клерек (1896—1974). Її предки по батьківській лінії, Роза (до шлюбу Ламлець, 1868—1948) і Чарльз Лейбофіш (1861—1935), у 1888 році іммігрували до США з Одеси (нині — Україна).
У середині 1980-х років відвідувала СРСР, зустрічалася з Михайлом Горбачовим.
Танцювала на трапеції в цирку.
Перенесла величезну кількість пластичних операцій.
Зі своїм першим чоловіком, Френком Сталлоне (1919—2011), перебувала в шлюбі в 1945—1957 роках. Потім одружилася з Ентоні Філіті, розлучилися відразу після народження дочки. З 1998 року чоловіком Сталлоне є Стівен Маркус Левін.
Народила троє дітей-акторів: Сильвестр Сталлоне, музикант і співак Френк Сталлоне та акторка Тоні Д Альто.
У 2005 році взяла участь у реаліті-шоу «Celebrity Big Brothers».
Попри вік, продовжувала робити пластичні операції, косметологічні омолоджуючі процедури та брати участь у громадському житті.
Жаклін Сталлоне померла 21 вересня 2020 року у віці 98 років.

## Книги
Авторка кількох книг з астрології (видавалися також у Великій Британії, Іспанії та Японії):
- Jacqueline Stallone, Mim Eichler. Star Power: An Astrological Guide to Super Success. — New York: NAL Books, 1989. — ISBN 0-453-00678-7
- Jacqueline Stallone, Mim Eichler. Star Power. — 1991. — ISBN 0-330-31333-9
- Jacqueline Stallone. Starpower: An Astrological Guide to Super Success. — 1999. — ISBN 0-9676854-0-0